# Hendrik Merkus de Kock
Hendrik Merkus baron de Kock, (Heusden, 25 mei 1779 – Den Haag, 12 april 1845) was een Nederlands luitenant-generaal, onder meer gouverneur-generaal van Nederlands-Indië, commandant van het Nederlands Indisch Leger, opperbevelhebber der troepen in Zeeland, minister van Binnenlandse Zaken, minister van staat en kanselier der Nederlandse Orden; hij was onder meer Ridder Grootkruis in de Militaire Willems-Orde.

## Afkomst
De Kock was een zoon van Johannes Conradus de Kock, stadspensionaris van Wijk bij Duurstede. Het gezin vluchtte in 1787 naar Parijs waar twee jaar later de Franse Revolutie uitbrak. Zijn vader werd in 1794 in Parijs terechtgesteld vanwege vermeende banden met generaal Dumouriez en journalist Jacques-René Hébert. De familie De Kock hoorde sinds het midden van de achttiende eeuw tot de bestuurlijke elite in de Nederlanden.

## Overzicht functies
De Kock werd op 15-jarige leeftijd, als tweede luitenant, bij generaal Daendels geplaatst, maar ging op 15 oktober 1795 in burgerlijke dienst over als klerk bij het Comité van Openbaar Welzijn; op 1 april 1797 werd hij commies bij het Ministerie van Oorlog te Den Haag, deed als secretaris dienst bij verschillende buitenlandse missies en werd in maart 1801, aanvankelijk als luitenant-ter-zee, secretaris der Bataafse vloot onder vice-admiraal de Winter. Op 23 augustus 1803 werd hij benoemd tot fiscaal en secretaris van de vloot onder vice-admiraal Verhuell; op 24 mei 1804 werd De Kock benoemd tot kapitein-ter-zee, titulair fungerend als chef van de staf van de vloot en raakte gewond aan zijn been gedurende de tegen de Engelsen gevoerde gevechten. Op 26 januari 1806 volgde zijn benoeming tot opperequipagemeester bij de Marine ten oosten van Kaap de Goede Hoop.
Hij kwam in februari 1807 te Batavia in Nederlands-Indië aan en werd door gouverneur-generaal Wiese tot zijn adjudant-generaal benoemd, met de rang van kolonel. Op 13 januari 1808 werd De Kock benoemd tot militair commandant over Java’s Oosthoek, Madoera en Grissee, met standplaats Surabaya. Op 11 april 1809 werd hij bevorderd tot brigade-generaal en commandant der militaire divisie te Semarang. Op 20 januari 1810 werd hij benoemd tot chef van de Generale Staf van het leger in Batavia onder de nieuwe gouverneur-generaal Daendels. Na de invasie van Java door de Engelsen moest hij in september 1811 als gemachtigde van Daendels’ opvolger Janssens de capitulatie (overgave) van Java en onderhorigheden sluiten. Hij vertrok samen met Janssens als krijgsgevangene naar Engeland, waar hij in februari 1812 aankwam. De Kock werd op 3 december 1813 uit zijn gevangenschap ontslagen en op 25 januari benoemd tot kolonel titulair bij de infanterie. Op 29 januari werd hij bevorderd tot commandant van de vesting 's-Hertogenbosch en op 18 oktober 1814 benoemd tot chef van de generale staf van het voor Java bestemde corps; op 21 april 1815 werd hij bevorderd tot generaal-majoor, terwijl hij op 19 juli 1815 optrad als chef van de staf van het commando in de zuidelijke departementen onder prins Frederik.

## Nederlands Indië

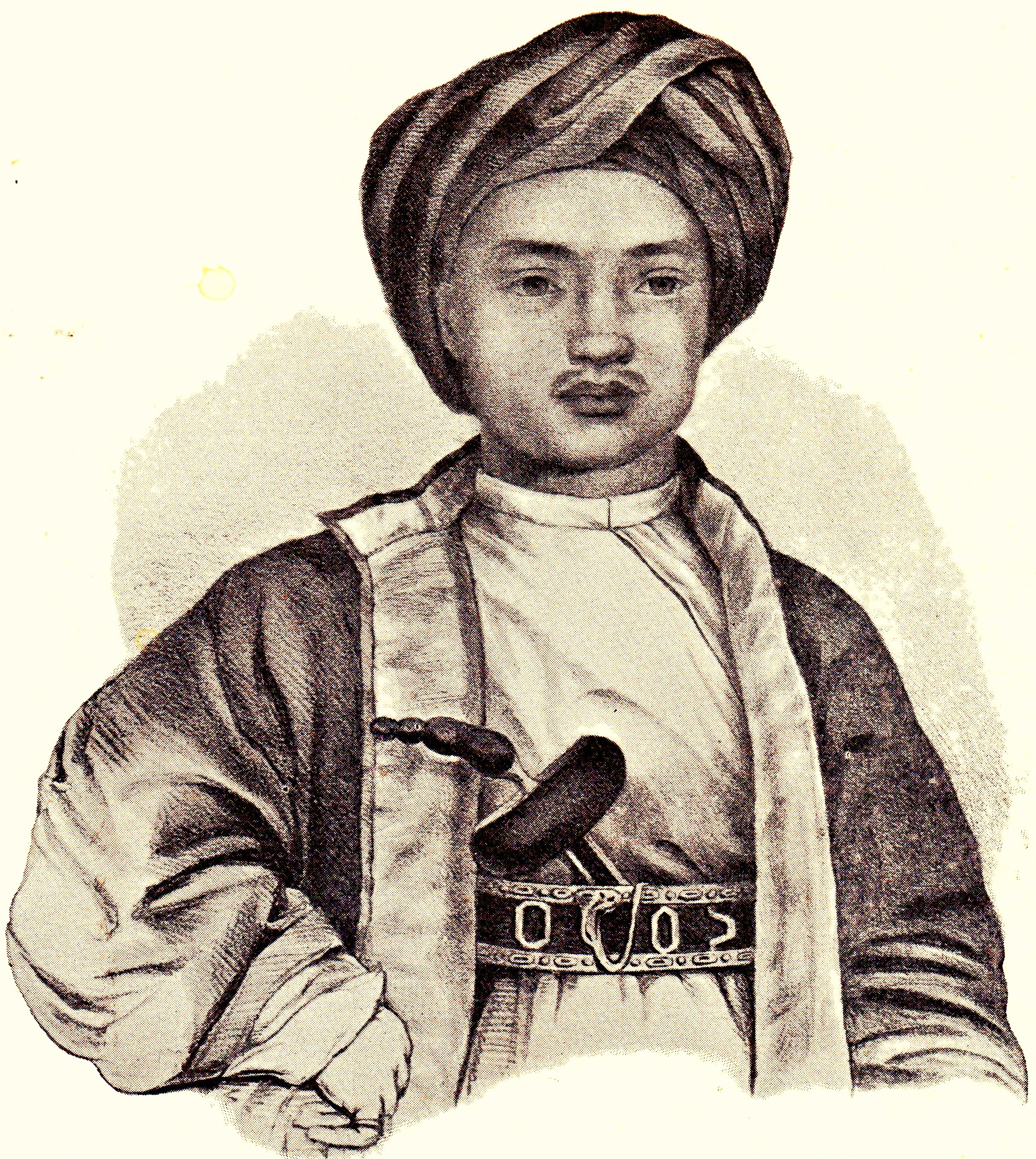
Sentot, opperbevelhebber van de lokale bevolking die opstond tegen de koloniale overheersing.

### Expeditie naar Palembang
De Kock vertrok op 29 oktober 1816 weer naar Java met het eskader van de drie commissarissen-generaal Cornelis Elout, Godert van der Capellen en Arnold Buyskes die Java moesten overnemen van het Britse tussenbestuur, zoals bepaald was in het Verdrag van Londen. De Kock was tweede in rang van de 2700 militairen onder Carl Anthing. Hij voer met 750 militairen op het schip Brabant, dat echter zo erg door houtworm aangetast was dat het niet verder kwam dan Portsmouth, waar het gesloopt moest worden. De Kock en zijn militairen werden opgepikt door de Prins Frederik en kwamen pas op 1 mei 1817 in Batavia aan. Van 24 februari tot 28 augustus 1818 was hij gouverneur der Molukken, waar - na de juist door Buyskes gedempte opstand - een krachtig bestuur werd vereist. Op 5 mei 1819 werd hij benoemd tot commandant der troepen in Oost-Indië, als opvolger van de met Elout en Buyskes vertrokken Anthing. Hij voerde in 1821 de tweede expeditie naar Palembang aan, die tot een overwinning van het Nederlandse leger voerde. Op 26 november 1821 werd De Kock benoemd tot luitenant-generaal en op 8 mei 1822 tot luitenant gouverneur-generaal met zitting in de Raad van Indië en met de bepaling, dat als de huidige gouverneur-generaal zou overlijden of vertrekken, hij als zodanig zou optreden. Van 1 januari tot 4 februari 1826, toen commissaris-generaal du Bus de Gisignies zijn functie aanvaardde, voerde De Kock dan ook als waarnemend gouverneur-generaal het bestuur over Nederlands Indië.

### Java-oorlog
In juli 1825 brak  onder leiding van prins Diponegoro een opstand uit in Midden-Java tegen de koloniale overheersing. De Kock werd daar met uitgebreide volmacht heen gezonden; allereerst begaf hij zich naar de Soesoehoenan van Soerakarta teneinde te voorkomen, dat deze de zijde van de opstandelingen koos. Hierin slaagde hij, zodat diens troepen met de Nederlandse gingen samenwerkten tegen de opstandelingen. Tegen deze kon De Kock pas met kracht optreden, toen in september de troepen uit Celebes ter beschikking kwamen; het door de opstandelingen ingesloten Djokja werd ontzet. Maar ondanks dat ook in het voorjaar van 1826 door De Kock verschillende voordelen werden behaald en de Kraton te Pleret op 16 april en andermaal op 9 juni werd genomen, was, vooral door het succes op 30 juli behaald door Sentot, na een jaar van strijd de toestand voor de kolonialisten niet verbeterd. Sentot was een der aanvoerders der opstandelingen, die een groot succes behaalde bij Lengkong, waar een aantal Djokja'se prinsen, waaronder de voogden van de jonge sultan, in hun handen viel. Het jaar 1826 eindigde vanuit Nederlands perspectief met weinig goede vooruitzichten; zelfs Soerakarta werd nu en dan bedreigd; ernstige ziekten, die talrijke offers vorderden, waren onder de troepen uitgebroken. Overal waar de militaire macht van de Nederlanders zich niet vertoonde, staken opstandelingen het hoofd weer op en daarom besloot De Kock in de onderworpen districten een aantal bentengs (= forten), te doen aanleggen die bestand waren tegen de aanval van de plaatselijke bevolking. Zij moesten dienen tot handhaving voor de rust in die districten en als steunpunten voor de mobiele colonnes, die de lokale bevolking overal bestreed. In mei en juni 1827 kwam een Nederlands expeditionair corps van ruim 3.000 man ter versterking aan; deze troepen leden echter zeer zware verliezen door het klimaat. In de maanden juli en augustus daaropvolgend werd zeer hevig gestreden; Kedoe werd geheel van vijanden ontdaan ('zuivering') en de opstand in de loop van het jaar tot Djokjakarta en Bagelen beperkt.

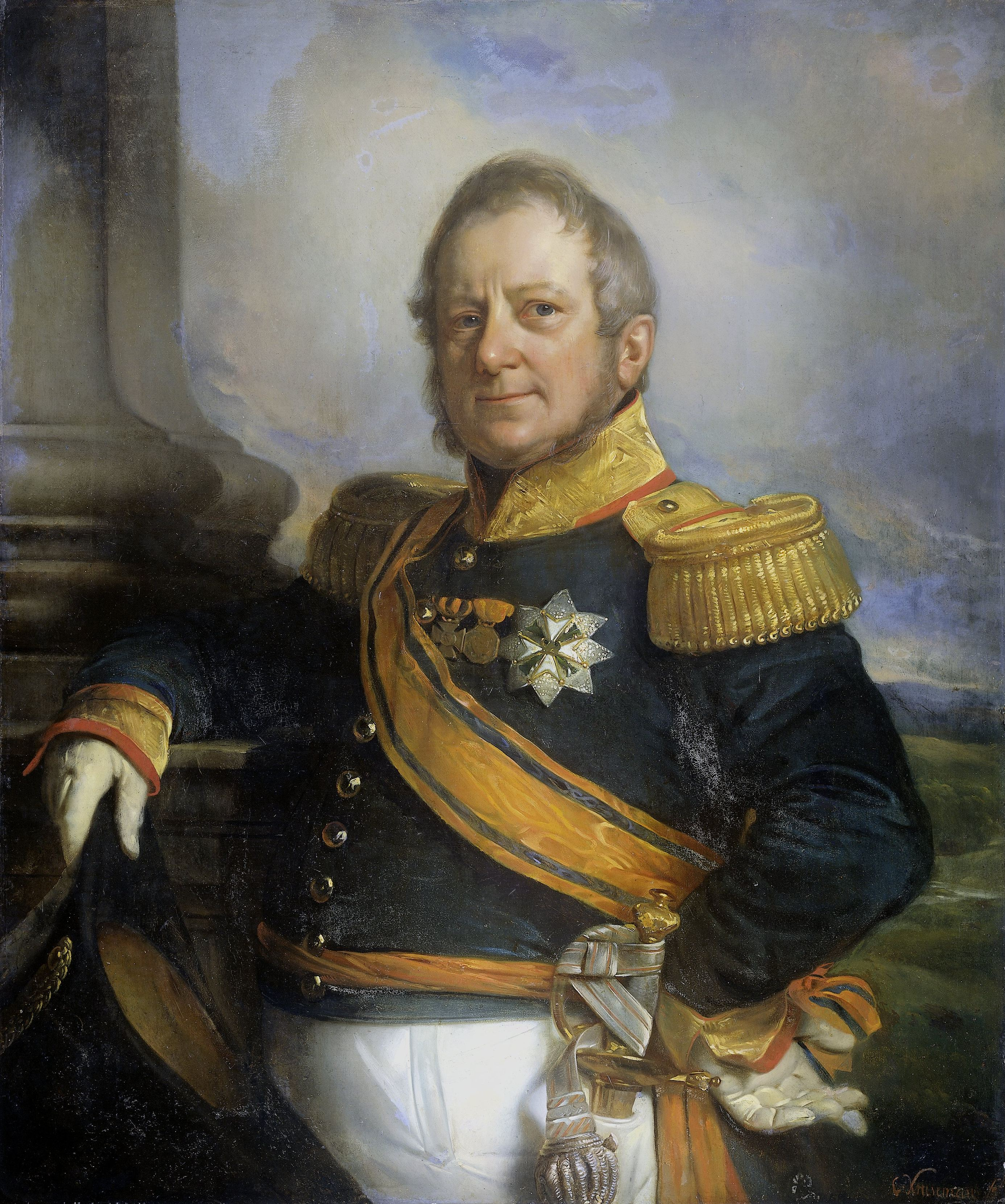
Baron de Kock, geschilderd door Cornelis Kruseman

Aangeknoopte onderhandelingen leidden tot niets. Een opstand in Rembang, in november 1827 uitgebroken, werd in januari van het jaar daarop gedempt. In 1828 hielden de verdedigers van hun grondgebieden zich nog staande in Ledok en het zuiden van Djokjakarta; in augustus werd Diponegoro uit de streek tussen Opak en Progo verdreven. Nieuwe onderhandelingen, door de bevolking aangeknoopt, liepen andermaal op niets uit. In november werd de oorlog hervat; na de gevangenneming van Kjai Medjo, een der voornaamste aanvoerders van de zich verzettende bevolking, werd door diens tussenkomst opnieuw onderhandeld, maar de eisen door Diponegoro gesteld, bleven voor De Kock onaannemelijk en zo werd in april 1829 andermaal de oorlog hervat. De Kock, die reeds in 1827 voorwaardelijk teruggeroepen was, ontving nu bevel om, nadat hij het bevel aan generaal Bischoff zou hebben overgegeven, naar Nederland terug te keren, maar door het overlijden van de generaal zag hij zich verplicht zijn taak voort te zetten.

### Overgave van Diponegoro
Hardnekkig werd nu gestreden; Geger werd in juli, na hevig gevecht, genomen en op 6 augustus een overwinning bij Tangkilan behaald. Diponegoro was genoodzaakt zich naar Bagelen te begeven en op 17 september ontkwam hij bij Seloek ternauwernood aan zijn gevangenneming. Gedurende deze maanden verminderde zijn aanhang zeer; op 16 oktober ging zelfs Sentot met zijn manschappen in Nederlandse dienst over en aan het einde van 1829 was hij een zwerveling geworden, aan wie slechts weinig getrouwen waren overgebleven. Van alle kanten vervolgd vroeg Diponegoro in februari 1830 om een onderhoud met generaal de Kock. Omdat deze tijdelijk te Batavia was (gouverneur-generaal van den Bosch had op 16 januari het bestuur aanvaard) werd hij door kolonel Cleerens op 16 maart ontvangen.
Toen De Kock op 28 maart te Magelang aankwam, vertrok Diponegoro daarheen met groot gevolg. Vanwege de vasten weigerde hij aanvankelijk over zaken te spreken; intussen verzamelde hij steeds volk om zich heen en liet hij zich ook "sultan" noemen. Toen bleek welke hoge eisen hij bleef stellen, deed De Kock hem op 28 maart gevangennemen. Men maakte daarvan De Kock verwijten en de kwestie werd uitvoerig besproken, maar van een man met het karakter van De Kock moet aangenomen worden, dat hij handelde als hij meende te moeten doen. Het was De Kock een grief, dat zijn verhouding tot de commissaris-generaal du Bus de Gisignies niet aangenamer was; dat hij de indruk had, dat deze hem geen volledig vertrouwen schonk. Niet alleen bestond tussen hen verschil van gevoelen omtrent het bedrag der militaire uitgaven, maar ook deed Du Bus aan De Kock blijken, dat hij met diens leiding der operaties niet ingenomen was. Door de oorlogstoestand op Java was De Kock uit de aard van de zaak veelal afwezig van de zetel der bestuur en nam hij daardoor ook aan de werkzaamheden der Indische regering slechts weinig deel. Op dringend verzoek van de nieuwe gouverneur-generaal, Van den Bosch, bleef De Kock, na de gevangenneming van Diponegoro, zijn medewerking verlenen tot regeling van de toestand in de Vorstenlanden.

## Terugkeer in Nederland
Op 15 mei 1830 ging De Kock scheep naar Batavia om op 8 juni daarop volgend terug te keren naar Nederland, waar hij op 21 oktober aankwam. Enkele dagen later werd hij bevorderd tot ridder Grootkruis in de Militaire Willems-Orde en op 22 maart 1831 benoemd tot opperbevelhebber der troepen in Zeeland. Hij bleef deze functies tot 1836 bekleden, gedurende welke tijd hij het Nederlandse gebied tegen elke onderneming der Belgen wist te beveiligen. Op 1 december 1836 werd De Kock benoemd tot Minister van Binnenlandse Zaken (tot 1 juni 1841); op 12 mei was hij al benoemd tot minister van staat en Kanselier der beide Orden; op 8 januari volgde zijn benoeming tot lid van de Eerste Kamer (tot zijn overlijden in 1845). De Kock was op 10 januari 1835 verheven in de Nederlandse adelstand met de titel van baron, overgaande op zijn wettige mannelijke afstammelingen bij recht van eerstgeboorte. In 1844 werd hij voorzitter van het ridderschap van Noord-Brabant. Hij overleed op 12 april 1845 te Den Haag. Fort de Kock werd naar hem genoemd.

## Huwelijk en nageslacht
Hendrik Merkus de Kock trad in 1807 in het huwelijk met Louisa Frederika Wilhelmina Geertruida von Bilfinger (1788-1828). Het echtpaar kreeg elf kinderen, waarvan er vijf de volwassenheid bereikten. Twee van zijn zonen, Frederik Lodewijk Willem (1818-1881) en Karel Wendelin (1822-1886), waren gehuwd met dochters van luitenant-generaal Andries Jan Jacob baron des Tombe. Eerstgenoemde zoon was onder meer directeur van het Kabinet van de Koning.

## Militaire loopbaan
- Kapitein-ter-zee: 12 maart 1801[3]
- Kolonel: 24 mei 1804[3]
- Kapitein-ter-zee (titulair): 25 april 1804[3]
- Luitenant-kolonel met de rang van een Kolonel: 25 januari 1814 tot 21 april 1815[3]
- Generaal-majoor: 21 april 1815 tot 26 november 1821[3]
- Luitenant-generaal: 26 november 1821[3]

## Onderscheidingen
- Ridder in de Orde van de Unie op 16 februari 1807
- Commandeur in de Orde van de Unie op 25 augustus 1808
- Commandeur in de Orde van de Reünie in februari 1812
- Ridder der derde klasse in de Militaire Willems-Orde op 14 oktober 1815 als generaal-majoor[4]
- Commandeur in de Militaire Willems-Orde op 14 november 1821 als generaal-majoor[5]
- Grootkruis in de Militaire Willems-Orde op 23 oktober 1830 als luitenant-gouverneur-generaal[6]
- Grootkruis in de Orde van de Nederlandse Leeuw op 11 mei 1841
- Onderscheidingsteken voor Langdurige Dienst als officier op 6 december 1844[3]
- Baron op 10 januari 1835[3]
- Medaille van den Oorlog op Java 1825-1830
- Metalen Kruis 1830-1831

Gouverneur-generaal van de VOC

Both · 
Gerard Reynst · 
Reael · 
Coen · 
Carpentier · 
Coen · 
Specx · 
Brouwer · 
Van Diemen · 
Van der Lijn · 
Carel Reyniersz · 
Maetsuycker · 
Rijcklof van Goens · 
Speelman · 
Camphuys · 
Van Outhoorn · 
Van Hoorn · 
Van Riebeeck · 
Van Swol · 
Zwaardecroon · 
De Haan · 
Durven · 
Van Cloon · 
Patras · 
Valckenier · 
Thedens · 
Van Imhoff · 
Mossel · 
Van der Parra · 
Van Riemsdijk · 
De Klerk · 
Alting

 

Gouverneur-generaal van staatswege

Van Overstraten · 
Siberg · 
Wiese · 
Daendels · 
(Britse interventie: Raffles en Fendall) · 
Van der Capellen · 
De Kock · 
Du Bus de Gisignies · 
Van den Bosch · 
Baud · 
De Eerens · 
Van Hogendorp · 
Merkus · 
Jan Reijnst · 
Rochussen · 
Duymaer van Twist · 
Pahud · 
Prins · 
Sloet van de Beele · 
Prins · 
Mijer · 
Loudon · 
Van Lansberge · 
s'Jacob · 
Van Rees · 
Pijnacker Hordijk · 
Van der Wijck · 
Rooseboom · 
Van Heutsz · 
Idenburg · 
Van Limburg Stirum · 
Fock · 
De Graeff · 
De Jonge · 
Tjarda van Starkenborgh Stachouwer
- Biografisch Portaal: 40816088
- Digitale Bibliotheek voor de Nederlandse Letteren: kock015
- International Standard Name Identifier: 0000 0003 9714 3974
- Nederlandse Thesaurus van Auteursnamen: 069930384
- Parlement.com: vg09llsb8mzu
- Système universitaire de documentation: 227284380
- Virtual International Authority File: 292191035
- WorldCat: E39PBJdCk4Vqh6868CHhkQJRrq